# 天主教堪萨斯城-圣约瑟夫教区
天主教堪薩斯城-聖約瑟夫教區（拉丁語：Dioecesis Kansanopolitanae–Sancti Josephi）是美國一個羅馬天主教教區，屬聖路易斯總教區。
範圍包括密蘇里州西部，教座位於堪薩斯城。2010年有教友135,966人（佔轄區總人口9.1%）、八十六個堂區、185名司鐸。現任教區主教為羅伯特·威廉·芬恩。
聖約瑟夫教區成立於1868年3月3日，堪薩斯城教區成立於1880年9月10日。1956年7月2日聖約瑟夫併入堪薩斯城教區。